# Estremadura

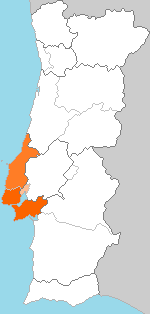
Província da Estremadura em 1936

A Estremadura é uma  província (ou região natural) de Portugal, estabelecida na Idade Média e extinta no século XIX, devendo o seu nome derivar do latim Extrema Durii (extremos do Douro), por designar os territórios adquiridos, na sequência da Reconquista cristã, para Sul do Douro (tal é, de resto, também a origem etimológica do nome da região espanhola da Estremadura); com a progressão da reconquista para Sul, a noção de Estremadura, como terra de fronteira, foi também alargando-se, de tal forma que, no século XV, a Estremadura correspondia, grosso modo, aos distritos de Lisboa, Setúbal, Santarém e Leiria.
Ao longo da história os limites da Estremadura foram muitas vezes alterados. No século XIX, quando deixou de ter significado administrativo, os seus limites correspondiam, grosso modo, aos actuais distritos de Lisboa e Setúbal, e parte sul do distrito de Leiria.

## Nova Província da Estremadura (1936)
Na reforma administrativa que houve em 1936 foi novamente criada uma Província da Estremadura. Esta nova província, contudo, englobava apenas uma fracção do território da antiga comarca homónima. Parte do território da antiga Estremadura ficou incorporado nas novas províncias do Ribatejo e Beira Litoral. Por outro lado, a nova Estremadura incluiu parte do actual Distrito de Setúbal que tradicionalmente pertencia à antiga província do Alentejo.
No entanto, as províncias de 1936 não tiveram praticamente qualquer atribuição prática, e desapareceram do vocabulário administrativo (ainda que não do vocabulário quotidiano dos portugueses) com a entrada em vigor da Constituição de 1976.
Fazia fronteira a Nordeste com a Beira Litoral, a Este com o Ribatejo e o Alto Alentejo, a Sul com o Baixo Alentejo e o Oceano Atlântico e a Oeste também com o Atlântico.
Era então constituída por 26 concelhos, integrando a quase totalidade do Distrito de Lisboa e partes dos distritos de Leiria e Setúbal. Tinha a sua sede na cidade de Lisboa.
- Distrito de Leiria: Alcobaça, Bombarral, Caldas da Rainha, Marinha Grande, Nazaré, Óbidos, Peniche, Porto de Mós.

- Distrito de Lisboa: Alenquer, Arruda dos Vinhos, Cadaval, Cascais, Lisboa, Loures, Lourinhã, Mafra, Oeiras, Sintra, Sobral de Monte Agraço, Torres Vedras.

- Distrito de Setúbal: Almada, Barreiro,Palmela, Seixal, Sesimbra, Setúbal.

Se ainda hoje a província em causa existisse, contaria provavelmente com 31 municípios, posto que foram entretanto criados dois novos concelhos, na área do distrito de Lisboa:
- Amadora (criado em 1979, por divisão de Oeiras)
- Odivelas (criado em 1998, por divisão de Loures)

Presentemente, a província em causa achar-se-ia repartida pelas regiões de Lisboa, Centro e Alentejo. Ao Alentejo pertenceria o município da Azambuja, integrado na sub-região da Lezíria do Tejo; à região de Lisboa pertencia a totalidade da sub-região da Península de Setúbal e, quase totalmente, a Grande Lisboa (o concelho de Vila Franca de Xira encontrava-se no Ribatejo); enfim, à região Centro pertencia a totalidade da sub-região do Oeste, e ainda dois municípios do Pinhal Litoral (Marinha Grande e Porto de Mós).

## Ligações Externas
- Província da Estremadura de 1762, no site da Biblioteca Nacional Digital